# Isla Latouche
La isla Latouche (en inglés: Latouche Island) es una isla en la parte sur de Alaska, en los Estados Unidos de América. Se encuentra en el golfo de Alaska, en la entrada del Prince William Sound, al noroeste de la isla Montague, y al sur de la isla Elrington y de la isla Evans. La isla Latouche tiene una superficie de 60,627 km² y no tenía población residente en el censo de los Estados Unidos de 2000. La isla está en el área delimitada del bosque nacional Chugach.